# SDSS J0946+1006
SDSS J0946+1006は、3つの銀河によって構成される珍しい二重アインシュタインリングである。
SDSS J0946+1006は、重力レンズ効果によってアインシュタインリングが生じている。重力源はSDSS J0946+1006 L1と名づけられており、地球から3億光年離れている。質量は太陽の10億倍であると推定されている。これは矮小銀河に相当する。L1による重力レンズ効果によって弧になっている銀河は2つあり、内側の弧はSDSS J0946+1006 S1、外側の弧はSDSS J0946+1006 S2と名づけられている。S1は6億光年、S2は11億光年離れている。二重アインシュタインリングは、2つの銀河が正確に並ぶ必要があり、このような配置が出来る確率は1万分の1程度である。アインシュタイン半径はS1が1.43、S2が2.07である。